# 威廉遜冰川
66°40′S 114°6′E / 66.667°S 114.100°E
威廉遜冰川（英語：Williamson Glacier）是南極洲的冰川，位於威爾克斯地，發源自羅穹，最終注入科爾沃科雷塞斯灣，該冰川根據美國海軍的空中照片被發現。